# 小行星2326
小行星2326（2326 Tololo）是一颗围绕太阳公转的小行星。1965年8月29日，印第安纳大学在摩根县发现了此天体。
該小行星以位於智利的托洛洛山美洲際天文台命名。
这颗小行星的绝对星等为259.3327729352778等。